# Revolução dos preços
A revolução dos preços refere-se ao processo inflacionário acontecido em Europa ocidental durante a segunda metade do século XV e primeira metade do século XVI, ao longo de 150 anos os preços sextuplicaram-se (que corresponde a uma taxa de inflação média, π=1,2%).
A expressão foi criada por Earl J. Hamilton em 1934.

## Causas da revolução de preços
Já no século XVI, Martín de Azpilcueta (1493-1586) (considerado modernamente um membro da Escola de Salamanca) observou a relação entre a alta inflação e a abundância de metais preciosos, ouro e prata procedentes do Novo Mundo. Esta explicação de Azpilcueta coincide com a moderna explicação monetarística baseada na equação de Cambridge que, na versão de Irving Fisher (1867-1947), liga a quantidade de dinheiro circulante M, o nível de preços P, a velocidade de circulação de dinheiro V, o número de transação T mediante a equação:
{\displaystyle P={\frac {M\cdot V}{T}}}
Se admitirmos que o número de transações T é proporcional à renda nacional ou valor econômico das mercadorias produzidas E, e que a velocidade de circulação está inversamente relacionada com a inversa da proporção l de indivíduos que preferem manter o seu dinheiro em metálico, a anterior equação converte-se na equação de Cambridge tal e qual foi formulada por Alfred Marshall pela primeira vez em 1899:
{\displaystyle P={\frac {M}{lY}}}
Se aceitarmos que l e E sofreram apenas variações pouco importantes durante a revolução de preços, então temos que à medida que aumentava a quantidade de ouro e prata circulante M os preços P tendem a aumentar. Acredita-se que isso foi o que aconteceu durante a revolução de preços, e que o aumento de massa monetária em forma de metais preciosos trouxe o aumento de preços.

## Metais preciosos em circulação
As quantidades de ouro trazidas da América contribuíram menos ao aumento da massa monetária do que a prata. A prata tinha duas origens diferentes:
1. Da América, em grande parte da Bolívia, de explorações como as da mina Potosi que começou a ser explorada em grandes quantidades a partir de 1545.
2. O centro da Europa, onde a produção de prata quintuplicara-se no período 1460-1530. Embora para 1610 a produção já caísse a dois terços do máximo do período anterior.

A prata trazida da América entre 1530 e 1650 alcançou 11.600 toneladas, é dizer, um média de 96.600 kg/ano. Na década 1591-1600 chegou à cifra de 2.707.626 kg, o qual dá uma média de 270.750 kg/ano. Embora essas quantidades sejam elevadas, diminuem em comparação com as cifras atuais de produção de prata: México produziu 2.747 milhões de kg em 2002, e isso era somente 16% da produção mundial, quer dizer, num ano produz-se no México uma quantidade superior ao extraído durante uma década na América. O extraído somente no México atualmente supera a toda a prata trazida da América para a Espanha. Isso revela a melhora da produtividade do setor mineiro e a tecnologia de extração nos últimos 4 séculos.
Quanto ao ouro, a quantidade extraída ao longo de todo o século XVI foi de 153.561 kg, o que dá uma produção média anual de 1.583 kg. A produção anual máxima passou por um máximo por volta de 1.553 com uma produtividade anual estimada de 4.262 kg. Novamente, essas quantidades que (muito importantes no século XVI) são pequenas comparadas com as quantidades atuais de ouro que estão em torno a 2.312,6 toneladas (o extraído pelos espanhóis é apenas cerca de 10% da produção mundial atual).

## Processo de aumento de preços
Além do aumento de massa monetária poderiam ter-se acrescido efeitos demográficos no aumento dos preços. Durante o terceiro quartel do século XV houve um crescimento populacional importante na Europa, depois de um século de despovoação seguindo à peste negra. O preço dos alimentos crescia abruptamente durante uma epidemia, relaxando-se posteriormente à medida que a população diminuía e a demanda caía. Simultaneamente os bens manufaturados tendiam a incrementar o seu preço devido à redução da oferta, ao faltar mão-de-obra.
De 1460 a mineração cresceu muito, e ademais os portugueses conseguiram aceder às zonas produtoras do Golfo da Guiné.